# Laura Macchi
Laura Macchi (Varese, 24 maggio 1979) è un'ex cestista italiana.
Alta 188 cm per 76 kg, giocava come ala.

## Carriera

### Nei club
Cresciuta nella squadra della sua città natale, nel 1999-00 è stata acquistata dalla Pool Comense, con cui ha giocato per sette stagioni, disputando per quattro volte l'Eurolega, nel 2000, 2001, 2002 e 2003. Nel 2006-07 è passata alla Pallacanestro Ribera, con cui ha preso parte all'Eurocoppa.
Ha giocato per due stagioni nella WNBA, la lega professionistica statunitense. Nel 2004 e nel 2005 ha giocato con le Los Angeles Sparks, titolare insieme a Raffaella Masciadri. Nel 2006 è stata ceduta alle Chicago Sky, ma non ha giocato con la squadra dell'Illinois.
Il 3 aprile 2008 ha vinto l'EuroCup, in seguito alla vittoria di Schio a Mosca per 78-69.
Nella stagione sportiva 2009/2010 Laura Macchi si deve ritirare prima di giocare le semifinali. Gioca ancora a Schio e nel 2010-'11 vince sia il campionato che la coppa. Ha segnato 10 punti nella sfida di Supercoppa italiana vinta contro Taranto il 7 ottobre 2012. Ha vinto poi anche la Coppa Italia nella finale contro Lucca e completato il treble con la conquista dello scudetto, sempre in finale contro Lucca, il 4 maggio. Si è laureata campionessa d'Italia per la sesta volta il 4 maggio 2014.
A giugno 2018 annuncia il suo passaggio alla Dike Basket Napoli dopo aver vinto lo scudetto con Schio nella stagione precedente. Sette mesi dopo, a seguito del ritiro della compagine partenopea, passa alla Reyer Venezia.

### In Nazionale
È nel giro della nazionale italiana dal 2001 e ha preso parte agli Europei del 2001, 2003, 2005, 2007, 2009. Dopo una pausa nel 2015 torna in nazionale arrivando a qualificarsi e giocare ai campionati Europei 2017.

## Statistiche

### Cronologia presenze e punti in Nazionale
| Cronologia completa delle presenze e dei punti in Nazionale - Italia | Cronologia completa delle presenze e dei punti in Nazionale - Italia | Cronologia completa delle presenze e dei punti in Nazionale - Italia | Cronologia completa delle presenze e dei punti in Nazionale - Italia | Cronologia completa delle presenze e dei punti in Nazionale - Italia | Cronologia completa delle presenze e dei punti in Nazionale - Italia | Cronologia completa delle presenze e dei punti in Nazionale - Italia | Cronologia completa delle presenze e dei punti in Nazionale - Italia |
| Data                                                                 | Città                                                                | In casa                                                              | Risultato                                                            | Ospiti                                                               | Competizione                                                         | Punti                                                                | Note                                                                 |
| -------------------------------------------------------------------- | -------------------------------------------------------------------- | -------------------------------------------------------------------- | -------------------------------------------------------------------- | -------------------------------------------------------------------- | -------------------------------------------------------------------- | -------------------------------------------------------------------- | -------------------------------------------------------------------- |
| 26-7-2007                                                            | Cavalese                                                             | Italia                                                               | 55 - 61                                                              | Russia                                                               | Amichevole                                                           | 17                                                                   | [ 12 ]                                                               |
| 27-7-2007                                                            | Cavalese                                                             | Italia                                                               | 85 - 76                                                              | Russia                                                               | Amichevole                                                           | 21                                                                   | [ 13 ]                                                               |
| 12-8-2007                                                            | Bormio                                                               | Italia                                                               | 63 - 59                                                              | Bulgaria                                                             | Torneo amichevole                                                    | 19                                                                   | [ 14 ]                                                               |
| 13-8-2007                                                            | Bormio                                                               | Italia                                                               | 85 - 67                                                              | Turchia                                                              | Torneo amichevole                                                    | 10                                                                   | [ 15 ]                                                               |
| 17-8-2007                                                            | Bormio                                                               | Italia                                                               | 83 - 60                                                              | Slovenia                                                             | Amichevole                                                           | 17                                                                   | [ 16 ]                                                               |
| 18-8-2007                                                            | Bormio                                                               | Italia                                                               | 62 - 55                                                              | Slovenia                                                             | Amichevole                                                           | 13                                                                   | [ 17 ]                                                               |
| 7-9-2007                                                             | Porto San Giorgio                                                    | Italia                                                               | 83 - 74                                                              | Belgio                                                               | Torneo amichevole                                                    | 25                                                                   | [ 18 ]                                                               |
| 8-9-2007                                                             | Porto San Giorgio                                                    | Italia                                                               | 82 - 78                                                              | Rep. Ceca                                                            | Torneo amichevole                                                    | 22                                                                   | [ 19 ]                                                               |
| 9-9-2007                                                             | Porto San Giorgio                                                    | Italia                                                               | 63 - 60                                                              | Turchia                                                              | Torneo amichevole                                                    | 10                                                                   | [ 20 ]                                                               |
| 15-9-2007                                                            | Cervia                                                               | Italia                                                               | 88 - 101 dts                                                         | Croazia                                                              | Torneo amichevole                                                    | 11                                                                   | [ 21 ]                                                               |
| 16-9-2007                                                            | Cervia                                                               | Italia                                                               | 71 - 60                                                              | Germania                                                             | Torneo amichevole                                                    | 13                                                                   | [ 22 ]                                                               |
| 17-9-2007                                                            | Cervia                                                               | Italia                                                               | 51 - 61                                                              | Francia                                                              | Torneo amichevole                                                    | 21                                                                   | [ 23 ]                                                               |
| 20-9-2007                                                            | Cervia                                                               | Italia                                                               | 57 - 50                                                              | Turchia                                                              | Amichevole                                                           | 6                                                                    | [ 24 ]                                                               |
| 24-9-2007                                                            | Chieti                                                               | Italia                                                               | 55 - 60                                                              | Russia                                                               | EuroBasket 2007 - Prima fase Girone C                                | 17                                                                   | [ 25 ]                                                               |
| 25-9-2007                                                            | Chieti                                                               | Italia                                                               | 65 - 55                                                              | Grecia                                                               | EuroBasket 2007 - Prima fase Girone C                                | 10                                                                   | [ 26 ]                                                               |
| 26-9-2007                                                            | Chieti                                                               | Italia                                                               | 48 - 64                                                              | Francia                                                              | EuroBasket 2007 - Prima fase Girone C                                | 15                                                                   | [ 27 ]                                                               |
| 29-9-2007                                                            | Ortona                                                               | Italia                                                               | 64 - 79                                                              | Spagna                                                               | EuroBasket 2007 - Seconda fase Girone F                              | 3                                                                    | [ 28 ]                                                               |
| 1-10-2007                                                            | Ortona                                                               | Italia                                                               | 64 - 43                                                              | Serbia                                                               | EuroBasket 2007 - Seconda fase Girone F                              | 10                                                                   | [ 29 ]                                                               |
| 3-10-2007                                                            | Ortona                                                               | Italia                                                               | 51 - 66                                                              | Bielorussia                                                          | EuroBasket 2007 - Seconda fase Girone F                              | 11                                                                   | [ 30 ]                                                               |
| 07/01/2009                                                           | Liegi                                                                | Belgio                                                               | 69 - 81                                                              | Italia                                                               | Qual. Euro 2009 - Additional Round                                   | 12                                                                   | [ 31 ]                                                               |
| 10/01/2009                                                           | Venezia                                                              | Italia                                                               | 83 - 50                                                              | Croazia                                                              | Qual. Euro 2009 - Additional Round                                   | 3                                                                    | [ 32 ]                                                               |
| 16/01/2009                                                           | Priolo Gargallo                                                      | Italia                                                               | 75 - 64                                                              | Belgio                                                               | Qual. Euro 2009 - Additional Round                                   | 8                                                                    | [ 33 ]                                                               |
| 19/01/2009                                                           | Cirquenizza                                                          | Croazia                                                              | 75 - 64                                                              | Italia                                                               | Qual. Euro 2009 - Additional Round                                   | 4                                                                    | [ 34 ]                                                               |
| 26/05/2009                                                           | Alba Adriatica                                                       | Italia                                                               | 60 - 64                                                              | Grecia                                                               | Amichevole                                                           | 11                                                                   | [ 35 ]                                                               |
| 28/05/2009                                                           | Porto San Giorgio                                                    | Italia                                                               | 68 - 55                                                              | Croazia                                                              | Amichevole                                                           | 9                                                                    | [ 36 ]                                                               |
| 29/05/2009                                                           | Porto San Giorgio                                                    | Italia                                                               | 75 - 71                                                              | Serbia                                                               | Amichevole                                                           | 21                                                                   | [ 37 ]                                                               |
| 01/06/2009                                                           | Porto San Giorgio                                                    | Italia                                                               | 56 - 60                                                              | Serbia                                                               | Amichevole                                                           | 18                                                                   | [ 38 ]                                                               |
| 07/06/2009                                                           | Valmiera                                                             | Francia                                                              | 76 - 61                                                              | Italia                                                               | EuroBasket 2009 - Prima fase                                         | 16                                                                   | [ 39 ]                                                               |
| 08/06/2009                                                           | Valmiera                                                             | Italia                                                               | 75 - 64                                                              | Israele                                                              | EuroBasket 2009 - Prima fase                                         | 8                                                                    | [ 40 ]                                                               |
| 09/06/2009                                                           | Valmiera                                                             | Italia                                                               | 67 - 58                                                              | Bielorussia                                                          | EuroBasket 2009 - Prima fase                                         | 13                                                                   | [ 41 ]                                                               |
| 12/06/2009                                                           | Riga                                                                 | Turchia                                                              | 64 - 59                                                              | Italia                                                               | EuroBasket 2009 - Prima fase                                         | 17                                                                   | [ 42 ]                                                               |
| 14/06/2009                                                           | Riga                                                                 | Russia                                                               | 67 - 59                                                              | Italia                                                               | EuroBasket 2009 - Seconda fase                                       | 15                                                                   | [ 43 ]                                                               |
| 16/06/2009                                                           | Riga                                                                 | Italia                                                               | 72 - 58                                                              | Lituania                                                             | EuroBasket 2009 - Seconda fase                                       | 15                                                                   | [ 44 ]                                                               |
| 17/06/2009                                                           | Riga                                                                 | Spagna                                                               | 61 - 42                                                              | Italia                                                               | EuroBasket 2009 - Quarti di finale                                   | 18                                                                   | [ 45 ]                                                               |
| 19/06/2009                                                           | Riga                                                                 | Italia                                                               | 68 - 66 dts                                                          | Lettonia                                                             | EuroBasket 2009 - Semifinale 5º posto                                | 20                                                                   | [ 46 ]                                                               |
| 20/06/2009                                                           | Riga                                                                 | Grecia                                                               | 60 - 56                                                              | Italia                                                               | EuroBasket 2009 - Finale 5º posto                                    | 22                                                                   | [ 47 ]                                                               |
| Totale                                                               |                                                                      | Presenze                                                             | 36                                                                   |                                                                      | Punti                                                                | 501                                                                  |                                                                      |

## Palmarès
- Campionato italiano: 9
Pool Comense: 2001-02, 2003-04; Famila Schio: 2007-08, 2010-11, 2012-13; 2013-14, 2014-15, 2015-16, 2017-18
- Coppa Italia: 8
Pool Comense: 2000; Pall. Femm. Schio: 2010, 2011, 2013, 2014, 2015, 2017, 2018,
- Supercoppa italiana: 11
Pool Comense: 2000, 2001, 2004; Pall. Femm. Schio: 2011, 2012, 2013, 2014, 2015, 2016, 2017, 2018
- EuroCup Women: 1
Beretta Famila Schio: 2007-08